# Dramat Wieży Mariackiej
Dramat Wieży Mariackiej – polski, czarno-biały, niemy dramat z 1913 roku w reżyserii Wiktora Biegańskiego. W filmie wystąpił sam reżyser.

## Obsada
- Włodzimierz Kosiński – Szmidt
- Helena Górska – Ada
- Wiktor Biegański – Rudolf
- Władysław Puchalski – kamieniarz